# 805
| 805                |
| ------------------ |
| Dødsfald - Fødsler |
|                    |

| Gregoriansk kalender | 805 DCCCV               |
| Ab urbe condita      | 1558                    |
| Armensk kalender     | 254 ԹՎ ՄԾԴ              |
| Kinesiske kalender   | 3501 – 3502 甲申 – 乙酉 |
| Etiopisk kalender    | 797 – 798               |
| Jødisk kalender      | 4565 – 4566             |
| Hindukalendere       |                         |
| - Vikram Samvat      | 860 – 861               |
| - Shaka Samvat       | 727 – 728               |
| - Kali Yuga          | 3906 – 3907             |
| Iransk kalender      | 183 – 184               |
| Islamisk kalender    | 189 – 190               |

Se også 805 (tal)